# Коронація слова — 2007
Коронація слова — міжнародний літературний конкурс романів, п'єс, кіносценаріїв, пісенної лірики та творів для дітей. Сьома церемонія нагородження відбулася 7 червня 2007 у приміщенні театра ім. Івана Франка у Києві.

## Церемонія нагородження
Ведучими церемонії були Остап ступка та Ольга Сумська. Також під час події виступали Катя Chilly, Оксана Хожай, Віктор Павлик та інші.

## Номінації
Лауреатами та дипломантами премії у 2007 році були:

### Романи
Лауреати:
1. «Майже ніколи не навпаки» — Марія Матіос
2. «Село не люди» — Люко Дашвар
3. «Бранці мороку» — Наталка та Олександр Шевченко

Дипломанти:
- «Погоня»[а 1] — Юрій Логвин
- «Вовчук мій роман» — Тетяна Щербаченко
- «Еклер із цукровою глазур'ю» — Олег Галетка
- «Долина єдиної Дороги» — Тарас Микитчак
- «Тримай мене, ковзанко» — Марія Ткачівська
- «Клітка» — Борислав Леськів, Олександр Ручко
- «Сьоме небо леді Арс» — Леонід Білик
- «МАР і ХУАНА» — Лєра Лауда
- «Карпатське золото» — Анна Казакова

### Кіносценарії
Лауреати:
1. «Країні не вистачає космонавтів або „Не спати, дихати!“» — Ольга Когут
2. «Вкрадене нещастя» — Євген Чвіров
3. «Язиката Хвеська» — Андрій Кокотюха

Дипломанти:
- «Че Гевара» — Лада Стародубцева
- «Вій» — Ігор Бузько
- «SKLEP GOTLIBA» — Володимир Решетов
- «Закон Танго» — Ольга Боєва
- «Оленка, Катруся та Милобуль Безсмертний» — Валерій Герланець

### П'єси
Лауреати:
1. «Допит небіжчика» — Ігор Негреску
2. «Ромео і Жасмин» — Олександр Гаврош
3. «Шевченко під судом» — Станіслав Росовецький

Дипломанти:
- «Козак Мамай і ключі від Раю» — Артем Вишневський
- «Петропалацик» — Євген Чвіров
- «Соло для двох» — Віктор Рибачук
- «Калина та песиголовці» — Надія Марчук
- «Шпигунські пристрасті» — Валерій Герланець

## Виноски
1. ↑  Роман виданий під назвою «Танці Шайтана»[3]